# البيريسترويكا في جمهورية كازاخستان السوفيتية
البيريسترويكا في جمهورية كازاخستان السوفيتية هو مصطلح عام يُستخدم للإشارة إلى التحولات الجذرية في الهيكلين الاقتصادي والسياسي للاتحاد السوفيتي، التي أطلقها الأمين العام للجنة المركزية للحزب الشيوعي السوفيتي ميخائيل سيرجيفيتش غورباتشوف في عام 1985 (وبشكل فعلي عام 1987) واستمرت حتى عام 1991. لاحقًا، أدت البيريسترويكا إلى فقدان السيطرة المركزية على البلاد، واندلاع أزمة اقتصادية، وتفكك الدولة السوفيتية، وحصول كازاخستان على استقلالها.
تتباين التقييمات حول نتائج البيريسترويكا في المجتمع؛ فقد حققت الإصلاحات أهدافها جزئيًا فقط. شملت هذه النتائج دمقرطة المجتمع، تطبيق سياسة الشفافية، إلغاء الرقابة، تقنين القطاع الخاص، وتحقيق تخفيف في التوتر في العلاقات مع الغرب. لكن من الناحية الاقتصادية، شهدت اقتصاديات الاتحاد السوفيتي تراجعًا، ومن الناحية السياسية، أدت البيريسترويكا إلى انهيار الاتحاد السوفيتي. أما في السياسة الدولية، فقد تخلّى الاتحاد السوفيتي خلال سنوات البيريسترويكا عن جزء كبير من مواقعه، وتعرض في الواقع لهزيمة في "الحرب الباردة".

## أحداث ديسمبر
في ديسمبر 1986، وبعد عزل دِينموخاميد كونايف، الكازاخي الأصل، من منصب الأمين الأول للجنة المركزية للحزب الشيوعي في كازاخستان وتعيين الروسي غينادي كولبين مكانه، اندلعت اضطرابات في ألماآتا. كانت مظاهرات الشباب الكازاخي، الذين اعترضوا على تعيين كولبين لعدم ارتباطه بكازاخستان، قد قُمعت من قبل السلطات. تُعرف أحداث ديسمبر في ألماآتا، المعروفة أيضًا باسم "ژلتوكسان" (بالكازاخية: Желтоқсан көтерілісі - "أحداث ديسمبر")، بأنها احتجاجات من الشباب الكازاخي، وقعت في 17-18 ديسمبر 1986 في ألماآتا، عاصمة كازاخستان آنذاك، واتخذت شكل احتجاجات جماهيرية وانتفاضات شعبية ضد السلطة الشيوعية. ووفقًا للرواية الرسمية، بدأت الاضطرابات بسبب قرار الأمين العام للحزب الشيوعي السوفيتي، ميخائيل غورباتشوف، بإقالة كونايف وتعيين غينادي كولبين، الذي لم يعمل قط في كازاخستان من قبل وكان أمينًا أولًا للحزب في مقاطعة أوليانوفسك. طالب المشاركون في المظاهرة السلمية بتعيين ممثل للسكان الأصليين في منصب رئيس الجمهورية.
فيما بعد، انتقلت احتجاجات الشباب الكازاخي إلى مدن ومناطق أخرى في كازاخستان. كانت أحداث ديسمبر واحدة من أولى الاحتجاجات الجماهيرية في الاتحاد السوفيتي ضد سيطرة المركز، وتكررت أحداث مماثلة لاحقًا في جمهوريات سوفيتية أخرى. كانت الأسباب العميقة للصراع تزداد صعوبة بسبب التحديات الاقتصادية التي واجهتها المنظومة السوفيتية.
في مذكراته، اعترف ميخائيل غورباتشوف لاحقًا بالخطأ الإداري في تعيين كولبين في كازاخستان:
كان يجب علينا تصحيح الخطأ الذي ارتكبناه مع كولبين. لقد كانت هذه أول خطأ كبير لنا في العلاقات بين الأعراق، وكنت مصممًا على عدم تكراره. توصلنا جميعًا إلى استنتاج مفاده أن الكازاخيين يجب أن يديروا جمهوريتهم بأنفسهم، وأعطيناهم الحق في اتخاذ القرار بشأن من سيكون قائدهم الجديد.

## تعيين الكوادر المحلية
تم النظر في عدد من المرشحين لمنصب الأمين الأول للجنة المركزية للحزب الشيوعي الكازاخستاني، وفي 22 يونيو 1989، تم اختيار نور سلطان نزارباييف لهذا المنصب. كان هناك بعض المعارضين في قيادة اللجنة المركزية للحزب الشيوعي السوفيتي لتعيين نزارباييف، حيث أشاروا إلى أنه "غير مريح"، وقابل للتمرد وقد يصبح خارج السيطرة. عندها رد غورباتشوف بجملة واحدة: "من الأفضل أن يكون لدينا نزارباييف واحد غير مريح، بدلاً من كازاخستان كاملة غير مريحة." ونتيجة للتصويت السري المغلق، أيد 154 من أصل 158 عضوًا في اللجنة المركزية ترشيح نزارباييف.
خلال كلمته في الجلسة العامة بعد انتخابه، عبر نزارباييف عن رأيه في سياسة البيريسترويكا:
"أدرك تمامًا حجم المسؤولية الملقاة على عاتق اللجنة المركزية للحزب الشيوعي الكازاخستاني وعليّ في هذا الوقت الحرج في تاريخ حزبنا وجمهوريتنا.
الناس يربطون البيريسترويكا بحل العديد من القضايا الاجتماعية والاقتصادية والسياسية المهمة، بما في ذلك قضايا العلاقات بين القوميات، التي كانت إما مكتومة أو مهملة في فترة الركود. مدى تعقيد هذه القضايا يظهر من خلال أحداث السنوات الأخيرة، لكن الأساليب لحلها قد تحددت بالفعل، وعلينا الآن تنفيذ الخطة بنشاط أكبر.
موقفي في هذه الأمور معروف للجميع. وقد عبّرت عن ذلك بوضوح في خطابي أمام المؤتمر الأول لنواب الشعب في الاتحاد السوفيتي. حاولت التعبير عن مصالح سكان كازاخستان، وقد كانت هذه هي المنصة المشتركة لمجموعة النواب من جمهوريتنا. أود أن أؤكد لكم أنني سأعمل بجد لتحقيق هذه البرامج على أرض الواقع. أعتقد أنه بالنسبة للقائد الأول للجمهورية، يجب أن تكون مصالح الشعب فوق كل اعتبار."

## تحقيق الاستقلال
أدت السياسة الاقتصادية للاتحاد السوفيتي إلى العديد من الاحتجاجات، بما في ذلك احتجاجات ذات طابع اقتصادي. وانتشرت إضرابات عمال المناجم، التي بدأت في مراكز الفحم في دونباس وكوزباس، إلى مدينة كاراجاندا. وقد سافر نور سلطان نزارباييف ووزير صناعة الفحم السوفيتي ميخائيل شادوف إلى هناك للقاء عمال المناجم. وفي النهاية، اقتنع العمال بحجج نزارباييف، وتم التوصل إلى اتفاق على إعلان هدنة للإضرابات لمدة عام، بهدف إصلاح الاقتصاد في المقام الأول.
خلال المؤتمر الثالث لنواب الشعب، عندما نوقش مسألة إنشاء منصب رئيس الاتحاد السوفيتي، أعلن نزارباييف أن المجلس الأعلى للجمهورية يحتفظ لنفسه بحق اعتبار الأرض وثرواتها، المياه، الغابات، وغيرها من الموارد الطبيعية ملكًا للجمهورية. ومع ذلك، أكد أن هذا التصريح يجب ألا يُفهم كإنذار.
في مذكراته، ذكر الدبلوماسي والسياسي ألكسندر دزاسوخوف أن غورباتشوف طلب منه في خريف عام 1990 السفر إلى ألماآتا للحصول على موافقة نور سلطان نزارباييف لشغل منصب نائب رئيس الاتحاد السوفيتي. وقد برر غورباتشوف طلبه برغبته في أن يكون نزارباييف بجانبه، معتبرًا أن استحداث منصب نائب الرئيس كان خطوة رئيسية لتعزيز نظام الإدارة الحكومية. وكان من بين الحجج الداعمة لترشيح نور سلطان أبيشوفيتش تجربته الناجحة في قيادة جمهورية ضخمة ومعرفته العميقة بالواقعين الاقتصادي والسياسي. وكان من المهم أيضًا أن نزارباييف يفهم جيدًا طبيعة دولتنا متعددة القوميات. وذكر غورباتشوف لاحقًا أنه خطط ليشغل نزارباييف منصب رئيس حكومة الاتحاد المجدد، لكن هذه الخطط لم تتحقق بسبب أحداث محاولة الانقلاب الفاشلة في أغسطس 1991.
في 25 أكتوبر 1990، أعلنت جمهورية كازاخستان السوفيتية الاشتراكية سيادتها على أراضيها كجمهورية داخل الاتحاد السوفيتي. وبعد فشل محاولة الانقلاب في موسكو في أغسطس 1991، قامت جمهورية كازاخستان السوفيتية في 10 ديسمبر بتغيير اسمها الرسمي إلى "جمهورية كازاخستان". وفي 16 ديسمبر 1991، أعلنت كازاخستان استقلالها، لتصبح آخر جمهورية سوفيتية تعلن استقلالها. وبعد تسعة أيام، انتهى وجود الاتحاد السوفيتي نفسه.